# Torin's Passage
Torin's Passage es un juego de aventuras point-and-click desarrollado y distribuido por Sierra On-Line en 1995. El juego fue diseñado por Al Lowe, autor de la serie Leisure Suit Larry.

## Jugabilidad
El jugador podrá interactuar con Torin y los entornos del juego mediante una interfaz point-and-click. Colocar el cursor sobre ciertos «puntos» en el entorno le permitirá moverse, examinar cosas y recoger objetos. También hay un sistema de inventario que se utiliza para acceder a los objetos que Torin recoge durante el transcurso del juego. El jugador también puede cambiar a la mascota de Torin, Boogle, aunque se utiliza principalmente para transformarse en varios objetos. Los objetos en los que puede transformarse reemplazarán a los objetos del inventario de Torin. Cualquier objeto se puede ver como un modelo 3D utilizando el visor de objetos.
El juego tiene una variedad de puzles, desde puzles que implican la recolección de objetos hasta puzles deslizantes. Se otorgarán puntos después de resolver dichos puzles. El juego incluye un sistema de pistas, y el jugador podrá pedir pistas después de ciertos intervalos de tiempo, a costa de puntos de juego. El intervalo de tiempo específico se puede establecer como una opción del juego. El sistema de pistas también se puede desactivar por completo.

## Trama
El protagonista del juego es Torin, hijo de una familia de agricultores del planeta Strata. Una malvada hechicera llamada Lycentia (con la voz de Christine McMerdo Wallis) captura a su familia con un hechizo mágico y él se embarca en una búsqueda para encontrarla y liberar a sus padres.
Torin deberá viajar a las «tierras debajo», mundos debajo de la superficie del planeta anidado, a través de columnas de cristal colosales llamadas fenocristales. Estos fenocristales transfieren la luz solar que da vida (y a las personas) a los mundos inferiores con polvo erresdy. El protagonista tendrá la ayuda de una criatura violeta parecida a un perro llamada Boogle, que podrá transformarse en una variedad de formas. Mientras Torin viaja hacia abajo, escenas de su pasado y del de Lycentia revelan su verdadera relación, así como también cómo Torin aprende sobre su verdadera identidad y la verdadera causa de su viaje.

### Elenco
- Michael Shapiro - Torin, Boogle
- Frank Corrado - Pecand
- Christine Wallis - Lycentia

## Desarrollo
Torin's Passage fue diseñado para ser apto para niños, lo que sorprendió a muchos de los fanes de su diseñador, quien era conocido por hacer juegos para adultos. En una entrevista, Al Lowe afirmó: «Creo que mucha gente entendió mal Torin's Passage. Fue diseñado para que un padre lo compartiera con un niño, porque quería un juego que Megan (mi hija de 11 años en ese entonces) y yo pudiéramos jugar juntos».  Al Lowe afirma en su sitio web oficial que escribió Torin's Passage en 1994 después de ver la película Mrs. Doubtfire con su hija. Afirma que mientras veía la película, se dio cuenta de que la audiencia se reía en dos tonos diferentes: «risitas agudas cuando los niños se reían de las partes exageradas de la película, y carcajadas graves cuando los adultos captaban algo que sabían que los niños no entenderían». Lowe pensó: «¿Por qué no existe un juego de computadora que mi hija de 9 años y yo podamos jugar y que funcione así?». La hija de Lowe tomaría un pequeño papel en el desarrollo del juego, diseñando el rompecabezas del laberinto que se ve al final del juego. El juego estaba destinado a ser el primero de una serie de cinco juegos, pero no se hicieron secuelas debido a las condiciones del mercado y la salida del fundador de Sierra, Ken Williams. El segundo juego habría sido sobre Torin casándose con la Princesa Leenah y convirtiéndose en el rey de las Tierras Superiores, el tercero habría involucrado una rebelión contra el gobierno de Torin, el cuarto juego se habría centrado en los hijos de Torin luchando por su derecho a ser el heredero, y la quinta entrega se habría centrado en la muerte de Torin y su heredero asumiendo el trono.
Los desarrolladores del juego incluyeron una variedad de easter eggs en el juego. Algunos de los más obvios ocurren cerca del final del juego. Varios personajes tienen cameos especiales al mismo tiempo, incluyendo a Darth Vader, Yoda y Taylor de la película original El planeta de los simios. Hotaru Tomoe, también conocida como «Sailor Saturn» de Sailor Moon, también hace una aparición. Mientras que los otros personajes fueron colocados allí por los artistas de fondo del juego, Hotaru fue colocada en el juego por Bryan Wilkinson, un técnico de arte que trabajaba en el juego. También se hacen varias referencias a Torin's Passage en un lanzamiento posterior de Al Lowe, Leisure Suit Larry: Love for Sail!. La versión final también contiene algo de contenido no utilizado. Algunos miembros del equipo de desarrollo que trabajaron en Torin's Passage trabajaron para empresas importantes. El animador principal Jim Murphy trabajó para Pixar y el artista principal de fondos Bruce Sharp trabajó para Microsoft.

## Recepción
Según Al Lowe, Torin's Passage fue un éxito comercial, con ventas superiores a las 200.000 unidades a principios de 1999. Sin embargo, señaló que el juego y Freddy Pharkas: Frontier Pharmacist «tenían reputación de fracasos en Sierra». Las cuatro secuelas que Al Lowe esperaba crear para Torin's Passage nunca se hicieron.
Las críticas del juego fueron generalmente positivas. Un crítico de Next Generation opinó que «Al Lowe ha probado suerte en algo más que la serie traviesa de Leisure Suit Larry y, sorprendentemente, no solo ha creado una aventura familiar entretenida, sino una llena de profundidad y carácter». Elogió la historia, los gráficos y el humor, aunque criticó que los rompecabezas son lo suficientemente difíciles como para que, cuando se juega con toda la familia como estaba previsto, los niños se queden afuera al dejar la resolución de los rompecabezas a sus padres. Jeffrey Adam Young de GameSpot elogió al juego como una aventura para jugadores de todas las edades, aunque estuvo de acuerdo en que los niños más pequeños y los jugadores novatos de juegos de aventuras podrían considerar algunos puzles demasiado difíciles. Young también señaló que, aunque el juego fuera apto para niños, algo del humor escatológico característico de Lowe permanecía en la narrativa.
Algunas críticas fueron menos positivas. David Wildgoose de PC PowerPlay describió al juego como una «aventura de Sierra estándar» con una trama «repugnantemente sentimental», gráficos «pulidos y estériles», «puzles incómodos, incongruentes y a menudo francamente tontos» y «ningún sentido del humor en absoluto». Claire Wood de Adventure Gamers llamó al juego «un cuento de hadas prometedor que simplemente nunca rompe el muro de la mediocridad».